# Ланча Делта
Ланча Делта е италиански автомобил произвеждан от компанията Ланча. Този модел е един от символите на марката. Моделът е категоризиран като луксозен хечбек.

## Първа генерация
Първата Делта се появява през 1979 и е на базата на ФИАТ Ритмо. Кодовото име на модела е Тип 831. На ръбестия му дизайн залага италианският дизайнер Джорджето Джуджаро. През 1980 моделът печели конкурска Автомобил на годината в Европа, като оставя след себе си модели като Опел Кадет и Пежо 505. Освен базата, моделът ползва и част от техниката на ФИАТ. Инженерите от Торино подобряват части от скоростната кутия, мостовете и други компоненти от кормилната уредба. Решено е освен трапецовидната форма моделът да бъде и комбинация между спортен и лускозен автомобил и на практика това се оказва гениалната формула за невиждания успех на модела. Клаудио Ломбарди и Серджо Лимоне са ръководители върху проекта Ланча Делта.

### Технически характеристики
- 4 цилиндров агрегат, 85 конски сили, 5800 оборота за минута, 1498 cm³

ФИАТ дава лиценз на Шведския производител СААБ за производството на хечбек на базата на Ланча Делта. Моделът СААБ 600 е произвеждан между 1981 и 1982 за пазарите предимно в скандинавските страни.
През 1982 са произведени версиите на модела Ланча Делта ДжиТи и Ланча Делта Турбо(4x4). Въпреки твърдото окачване и твърдата возия моделът е добре ценен поради доброто си поведение на пътя, перфектното окачване и надежната техника.
През 1983 излиза и версията Делта HF. Двигателят е с мощност 130 конски сили, използва турбокомпресор Garrett T2 и максималната скорост на автомобила е 190 км/ч. Този модел на Делта е подобрен за по-дълги разстояния и пътуване по различени пътища.
През 1993 излиза последната от легендарната серия на първата генерация на Ланча Делта – моделът Интеграли Еволюционе
Двигателят е с 212 конски сили, максимална скорост от 220 км/час, 5750 о/мин и ускорява от 0 до 100 за 5.7 секунди. Усъвършенствани са множество компоненти на модела:
- леки алуминиеви цилиндрови глави
- 4 клапана за цилиндър
- допълнителени балансиращи валове
- три-пътен катализатор и първичен катализатор със сензор за кислород
- седалки с олекотена и оформена тапицерия от компанията RECARO

### Ланча Делта в Рали шампионати
Ланча Делта печели Световния рали шампионат десет пъти, което е рекорд. Моделът печели през годините: 1974, 1975, 1976, 1983, 1987, 1988, 1989, 1990, 1991 и 1992. Моделът продължава традицията на Ланча и записва името си със златни букви като най-успешният рали автомобил на компанията. Предшественици на модела са Ланча Фулвиа и Ланча Стратос. Освен в най-престижното състезание, моделът взима участие и в рали група Б редица туристически рали състезания и в рали шампионати на рали ветераните.

### Произведени екземпляри
- Ланча Делта 1.1 – 3532
- Ланча Делта 1.3 – 234 682
- Ланча Делта 1.5 – 70 083
- Ланча Делта 1.6GT – 25 330
- Ланча Делта 1.6GTie – 29 441
- Ланча Делта 1.9DS – 20 163
- Ланча Делта HF – 9711
- Ланча Делта HFe – 21 668
- Ланча Делта S4 – 200
- Ланча Делта Интеграл – 7475

## Втора генерация
Инженерите от Торино възнамеряват да произведат наследник на легендата и през 1993 г. се появява втората генерация. За разлика от първата генерация моделът не е толкова ръбест, предните фарове са в нов стил и са издължени и доставени от италианския производител на авточасти Магнети Мариели. Дизайнът е дело на института по автомобилен инженерен дизайн ИДЕА в Торино и по-специално на Ерколе Спада. Моделът Тип 836 е базиран върху ФИАТ Типо. Целта на модела е да утвърди позициите на марката в С сегментът, но за съжаление не достига добри резултати. Произвежда се в бившия завод на Алфа Ромео-Помиляно Д`Арко в Неапол.
Втората генерация на модела не постига особени успехи за разлика от предшественика си. На същата платформа са произведени и автомобилите Фиат Брава и Алфа Ромео 145. Седанът Ланча Дедра използва удължена платформа на модела. Последният екземпляр излиза през 1999 г. Моделът има и версия HP и HPE. Има и версия Абарт, която участва в няколко състезания. При този модел са подобрени крепежните елементи на предните врати и носещите рамки на автомобила.
Най-мощният модел е Ланча Делта 2.0 184kW с 250к.с.

Топ моделът е бил наречен Ланча Делта HF-LS.

### Технически характеристики
- 2 или 4 врати
- 4011 см дължина
- 1759 см ширина
- 1430 см височина
- 1130 до 1330 килограма тегло

### Двигатели
Четирицилиндрови двигатели с мощност от 76 до 193 конски сили.7 бензинови и 1 дизелов двигател (90 конски сили).
Обемът варира между 1581 cm³ и 1929 cm³ кубични сантиметра.

### Специални версии
- Ланча Делта Ево500
- Ланча Делта ХПЕ – произведени са само 2542 бройки.

### Производство
От началото през 1993 до 1999 в завода в Неапол са произведени 138.980 екземпляра.

## Трета генерация
През 2000 и 2001 ръководителите на Ланча и ФИАТ груп правят проект и обмислят завръщате на компактен хучбек в гамата на Ланча. Моделът трябва да върне славата на първата генерация. Екипът е окуражен от успеха на Алфа Ромео 147, но така и не се намира по това време модел който да се вмъкне между Ипсилон и успешният седан и комби Ланча Либра. През 2003 ФИАТ сюрпризира с различни изненади, сред които и прототипите Ланча Грандтуризмо и Ланча Грандтуризмо Стилново, но тези модели остават единствени екземпляри. Преструктурацията в групата не включва в плановете си хечбек през идните години. През 2006 се появява прототипът Ланча Делта HPE, с който италианците искат да напомнят за величието на този модел и желанието да се завърне на сцената. В края на годината официално се доработва компактна платформа и през 2007 след появата на новият ФИАТ Браво започват и тестовете на новата Ланча Делта. Набляга се на нов дизайн, чиито линии и елементи ще бъдат използвани в бъдещите модели на марката. Тестовете на бъдещата Ланча се провеждат в италианските Алпи, Тоската и в други части от Апенините. Моделът Тип 844 е готов за експлоатация и пуснат в производство в средата на 2008 г. в Касино, Италия.

### Дизайн
Моделът е по-голям и по-обемен от предшествениците си. Отличава се с новаторски дизайн и често е наричан „автомобил от бъдещето“ и „извънземното“. Формата на купето е в стил ФИАТ Браво 2007, но има отличителни черти и има свой собствен стил. Отличително за модела е заоблената решетка и издължените фарове. Под тях е разположена ивица от LED светлини. Задните габарити също се отличават с издълженост и уникално разположение и добър диапазон на сигнализация. Формата на началната буква от Делта D краси части от вратите и от аеродинамичната задница. Фаровете за мъгла са издължени хоризонтално и задната врата е в черен цвят.

### Сигурност
Ланча Делта получава 5 звезди от Euro NCAP.

### Крайслер Делта
След закупуването на Крайслер от ФИАТ се развиват нови планове за сътрудничество. На изложението в Лос Анджелис през 2010 е представен концептуален модел Крайслер Делта. През 2011 г. се появява на пазарите в Обединеното кралство, Ирландия, Япония и единични бройки за други държави.

### Телевизионни изяви
Ланча Делта участва във филма „Ангели и демони“.

### Публикации
В България за модела се появява информация и се провеждат тестове от вестник „Телеграф“.